# USS American (1861)
USS American – bark o wyporności 329 ton, były statek wielorybniczy. Został zakupiony 1 listopada 1861 w Edgartown, (Massachusetts) z przeznaczeniem dla Stone Fleet za 3370 dolarów. Opuścił New Bedford (Massachusetts) 20 listopada 1861 i miał być samozatopiony w celu zablokowania głównego kanału prowadzącego do portu w Charleston 20 grudnia 1861. Nazwa jednostki jest czasem podawana w źródłach jako „America”.
Początkowo planowany do zatopienia w porcie w Savannah, ale gdy jednostki wielorybnicze zaczęły przybywać do tego portu stwierdziły, że konfederaci zostali zaalarmowani przez zdobycie przez Union Army Port Royal. Zdecydowali się wtedy na ewakuację Tybee Island i przeniesienie baterii do Fort Pulaski. Dodatkowo chcąc powstrzymać okręty północy od ostrzeliwania starej twierdzy z bliska, zatopili stare kadłuby w kluczowym miejscu kanału i sami zrobili to, co miały zrobić okręty Stone Fleet. W rezultacie unioniści przepłynęli żaglowcem "American" i większością innych jednostek, 10 i 11 grudnia, do Port Royal. Tam Flag Officer DuPont zdecydował o użyciu ich do zablokowania kanału żeglownego prowadzącego do portu w Charleston. Jednostki przeszły tam i 20 grudnia 1861 „American” został zatopiony na wodach głównego kanału.